# 유노인
장사목왕 또는 장사유왕 유노인(長沙繆王 劉魯人, ? ~ 6년?)은 중국 전한의 제후왕으로, 장사왕이다. 장사효왕 유종의 아들이다.
한서 제후왕표에 따르면 장사효왕 3년(기원전 43년)에 아버지가 죽자 그 뒤를 이어 장사왕이 됐고, 장사목왕 (또는 장사유왕) 48년(6년)에 죽어 아들 장사왕 유순이 뒤를 이었다 한다. 경십삼왕전에 따르면 장사효왕 5년(기원전 42년)에 아버지가 죽자 그 뒤를 이어 장사왕이 됐고, 왕망이 전한을 멸하고 신나라를 세우면서 작위를 잃었다 한다.